# Pearson Education
Pearson Education ist ein britischer, international tätiger Verlag vor allem für Schul- und Universitätslehrbücher und auf diesem Gebiet der größte Verlag der Welt. Er gehört zur Medienkonzern Pearson (Pearson PLC). Seit 2011 heißt der Verlag Pearson und besteht aus den Untergruppen Pearson International und Pearson North America.

## Verlag
Hauptsitz von Pearson International ist London. Die Gruppe ist in über 70 Ländern aktiv und hat einen Hauptabsatzmarkt in den USA, wo ihr Hauptquartier (Pearson North America) in New York ist.
2014 war sie der größte Schul- und Lehrbuchverlag der Welt. Sie bieten durchgehend auch elektronische Versionen ihrer Produkte an und versteht sich als globale Bildungsfirma. Etwa 60 % ihrer Umsätze generiert die Gruppe in Nordamerika (2014). Ihre Omnipräsenz auf dem amerikanischen Bildungsmarkt ist auch Gegenstand von Kritik.
Ab 2014 organisierten die Gruppe sich in drei globalen Sparten (School, Higher Education, Professional) und in drei regionale Gruppen (North America, Growth und Core, entsprechend einem geplanten Wachstums-Schwerpunkt in Entwicklungsländern). Der Umsatz (ausgewiesen für den Mutterkonzern ohne Financial Times Group und Penguin) betrug 2013 5,18 Milliarden Pfund (wobei ein bedeutender Einbruch erfolgte nach der Fusion von Penguin und Random House). Die Gruppe hat rund 40.000 Beschäftigte in 80 Ländern.
Pearson Education wurde 1998 gegründet, als Pearson seine Schul- und Lehrbuchsparte Addison-Wesley-Longman nach Erwerb der Schulbuchsparte von Simon & Schuster neu ordnete.
Zu ihnen gehören Addison-Wesley (1988 übernommen), Prentice Hall (die davor zu Simon & Schuster gehörten), Benjamin-Cummings (die zu Addison-Wesley gehörten), Markt & Technik (bis 2013), Pearson Longman, SAMS Publishing, Heinemann, Stark Verlag und andere Imprints.
Die Muttergesellschaft Pearson war ursprünglich Besitzer der Financial Times und der Penguin-Verlagsgruppe. 1968 übernahmen sie den traditionsreichen Londoner Buchverlag Longman (gegründet 1724), den sie heute für Englisch-Lehrbücher (ELT, English Language Teaching) nutzen.

## Pearson Studium
Die Herausgabe der Schul- und Universitätslehrbücher erfolgt im Unternehmensbereich Pearson Studium. Eine Besonderheit für den Hochschulbereich ist die kostenlose Übermittlung von Lehrbüchern an jeweils fachbezogene Professoren und Dozenten.
Im deutschsprachigen Bereich betrifft dies u. a. die folgende Lehrbuchreihe für Hochschulstudien:
- Physik
- Astronomie
- Allgemeine Geologie
- Geografie
- Physiologie
- Organische Chemie
- Traumatologie.

Diese Lehrbücher umfassen je nach Fachgebiet etwa 900 bis 1100 Seiten. Sie eignen sich einerseits für das Selbststudium (v. a. erstes Drittel der Bücher), aber auch für weiterführende Studien und enthalten zusätzlich Übungsbeispiele für universitäre Lehrveranstaltungen.